# Beatrix Loughran
Beatrix Suzetta Loughran (* 30. Juni 1900 in Mount Vernon, New York; † 7. Dezember 1975 in Long Beach, New York) war eine US-amerikanische Eiskunstläuferin, die im Einzellauf und Paarlauf startete.

## Karriere
Im Einzellauf wurde sie von 1925 bis 1927 US-amerikanische Meisterin, nachdem sie 1922 und 1923 bereits Vizemeisterin hinter Theresa Weld Blanchard geworden war. Sie nahm im Einzellauf nur an einer einzigen Weltmeisterschaft teil, nämlich 1924 in Oslo, wo sie hinter Herma Szabó und Ellen Brockhöft die Bronzemedaille gewann. Dafür bestritt sie zwei Olympische Spiele und gewann bei beiden eine Medaille. 1924 in Chamonix gewann sie völlig überraschend Silber hinter Herma Szabó, obwohl eigentlich ihre Landsfrau Weld Blanchard favorisiert worden war, und 1928 in St. Moritz Bronze hinter Sonja Henie und Fritzi Burger.
Im Paarlauf gewann Loughran an der Seite von Sherwin Badger den US-amerikanischen Meistertitel von 1930 bis 1932. Mit ihm bestritt sie drei Weltmeisterschaften. 1928 wurden sie Fünfte und 1930 und 1932 errangen sie die Bronzemedaille. Sie nahmen auch an zwei Olympischen Spielen teil. 1928 in St. Moritz platzierten sie sich als Vierte und 1932 im heimischen Lake Placid gewannen sie Silber hinter den Franzosen Andrée und Pierre Brunet. Loughran ist somit die einzige US-Amerikanerin, die drei olympische Medaillen im Eiskunstlaufen gewinnen konnte.

## Ergebnisse

### Einzellauf
| Wettbewerb / Jahr                | 1922 | 1923 | 1924 | 1925 | 1926 | 1927 | 1928 |
| -------------------------------- | ---- | ---- | ---- | ---- | ---- | ---- | ---- |
| Olympische Winterspiele          |      |      | 2.   |      |      |      | 3.   |
| Weltmeisterschaften              |      |      | 3.   |      |      |      |      |
| US-amerikanische Meisterschaften | 2.   | 2.   |      | 1.   | 1.   | 1.   |      |

### Paarlauf
(mit Sherwin Badger)
| Wettbewerb / Jahr                | 1928 | 1929 | 1930 | 1931 | 1932 |
| -------------------------------- | ---- | ---- | ---- | ---- | ---- |
| Olympische Winterspiele          | 4.   |      |      |      | 2.   |
| Weltmeisterschaften              | 5.   |      | 3.   |      | 3.   |
| US-amerikanische Meisterschaften |      |      | 1.   | 1.   | 1.   |